# NEC µPD780C

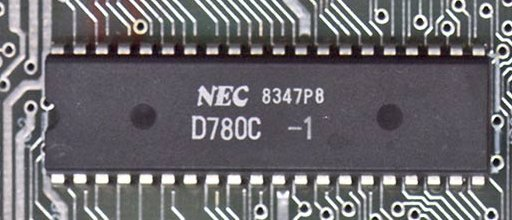
Phiên bản sao chép của Z80,NEC µPD780C trên một bảng mạch ZX Spectrum

The NEC µPD780C là một phiên bản tương thích hoàn toàn với phiên bản gốc NMOS của vi xử lý Zilog Z80. Việc tương thích này bao gồm các hướng dẫn và chức năng chưa được đề cập đến. Kể từ đời ZX80 và ZX81, phiên bản gốc của ZX Spectrum, và một vài máy tính MSX được biết đến nhiều hơn khi sử dụng con chip này, nhưng nó được dùng cho việc tổng hợp nhạc khí như Oberheim OB-8 và một số khác.
Bản mẫu:Zilog